# Vlag van Giethoorn

Vlag van Giethoorn

De vlag van Giethoorn is de dorpsvlag van de Overijsselse dorp Giethoorn. De vlag bestaat uit drie banen van gelijke hoogte in de kleuren rood, geel en blauw. In het rode baan is links het voormalige gemeentewapen van Giethoorn afgebeeld.
De vlag lijkt te zijn gebaseerd op de defileervlag van de gemeente tijdens het defilé in Amsterdam ter ere van het 40-jarig regeringsjubileum van koningin Wilhelmina in 1938. Tijdens het evenement werden vlaggen gedragen in kleuren die per provincie verschilden, met in het kanton een afbeelding die was ontleend aan het gemeentewapen. De basis voor Overijssel was een vlag met drie gelijke horizontale banen in rood, geel en blauw.

## Verwante afbeeldingen

Wapen van Giethoorn (1925)

Belt-Schutsloot
· Blankenham
· Boekelo
· Buurse
· Giethoorn
· Herxen
· Hoonhorst
· Kuinre
· Mariënheem
· Oldemarkt
· Ossenzijl
· Scheerwolde
· Slangenbeek
· Vollenhove
· Zenderen